# Тонкоклювый коршун-слизнеед
Тонкоклювый коршун-слизнеед (лат. Helicolestes hamatus) — вид хищных птиц из семейства ястребиных (Accipitridae), выделяемый в монотипический род Helicolestes. Подвидов не выделяют. Распространены в Панаме и Южной Америке.

## Таксономия
Тонкоклювый коршун-слизнеед впервые описан Конрадом Якобом Темминком в 1821 году и отнесён Ричардом Боудлером Шарпом к роду Rostrhamus в 1874 году. В 1918 году орнитологи Аутрам Бэнгс и Томас Эдвард Пенар поместили его в новый род Helicolestes. В 1964 году американский орнитолог Дин Амадон переместил данный вид обратно в род Rostrhamus. Однако из-за значительных различий между этими двумя видами в поведении и размножении пересмотр Амадона неоднократно подвергался критике. Эти критические замечания были представлены Южноамериканскому классификационному комитету Американского союза орнитологов, который в 2006 году отнес данный вид к роду Helicolestes.

## Описание
Тонкоклювый коршун-слизнеед характеризуется широкими закругленными крыльями и коротким квадратным хвостом; надклювье сильно загнуто вниз. Длина тела колеблется от 36 до 41 см, а размах крыльев — от 80 до 90 см. Половой диморфизм в окраске оперения не выражен, однако самки, как правило, крупнее самцов и весят от 367 до 485 граммов, в то время как самцы весят от 377 до 448 граммов. Общая окраска оперения сланцево-серая, кончики первостепенных маховых перьев и хвоста чёрные. Клюв и когти чёрного цвета. Радужная оболочка желтоватая, восковица и уздечка красновато-оранжевые, лапы оранжево-красные. Молодые особи похожи на взрослых, но имеют коричневатые глаза и три узкие белые полосы на хвосте.

## Вокализация
Основной крик в полёте или при встрече с хищниками — носовое «kee-ee-aay-aay-aay», которое начинается с резкого увеличения частоты, за которым следует постепенное снижение. При приближении к партнёру в гнезде издают повторяющийся крик «ker-ah» с переменной частотой, иногда сопровождаемый повторяющимися «ah-ahs».

## Биология
Тонкоклювый коршун-слизнеед обитает в затопленных лесах и других водно-болотных угодьях. Встречается на высоте до 750 м над уровнем моря.

### Питание
Тонкоклювый коршун-слизнеед охотится с присады, высматривая добычу с низких ветвей. Питается в основном улитками рода Pomacea, которые составляют более 90 % рациона. В некоторых регионах относительно высокую роль в питании играют пресноводные крабы (Dilocarcinus dentutus). Поймав улитку, коршун использует свой крючковатый клюв, чтобы удалить оперкулум и извлечь тело улитки из раковины. Перед тем как проглотить добычу или отнести её птенцам, удаляет пищеварительный тракт улитки.

## Размножение
Сезон размножения в Венесуэле и Гайане продолжается с июня до октября. Гнездо располагается на высоте от 9 до 20 м над землёй. В кладке 2 (иногда 1 или 3) яйца. Инкубационный период длится около 30 дн. Птенцы оперяются через 35 дн. Оба родителя кормят птенцов кусочками улиток из клюва в клюв.